# Шумахер, Фриц
Фриц Шумахер, собственно Фридрих Вильгельм Шумахер (нем. Fritz, Friedrich Wilhelm Schumacher; 4 ноября 1869 года, Бремен — 5 ноября 1947 года, Гамбург) — немецкий архитектор-урбанист, градостроитель, строительный чиновник и преподаватель. С 1909 по 1933 он был главным строительным директором в Гамбурге, одним из основателей Немецкого союза строителей и пропагандистом современного кирпичного строительства на севере Германии.

## Биография
Фриц Шумахер родился в семье дипломатов в Бремене; семейство Шумахеров жило здесь с XV века. Он был сыном юриста, историка и синдика Бременской торговой палаты Германа Альберта Шумахера и братом экономиста Германа Шумахера. Бременский архитектор Фридрих Шумахер был его двоюродным братом. Отец Фрица служил многие годы за границей: министром-резидентом Германской империи в Боготе (1872—1874) и Нью-Йорке (1875—1883).
С 1889 по 1896 год Фриц Шумахер изучал математику и естественные науки в Мюнхенском техническом университете, а затем увлёкся архитектурой, обучаясь, в частности, у Фридриха фон Тирша. Свою профессиональную деятельность Шумахер начал в мaстерской мюнхенского архитектора Габриэля фон Зейдля, который временно взял его в свой штат во время учёбы и нанял его после окончания.
В Мюнхене Шумахер познакомился с Фердинандом фон Миллером и коллекционером произведений искусства Александром Гюнтером. Для Гюнтера он самостоятельно выполнил задания по перепланировке его замка (замка Прёсельс) в Тироле, а затем и его резиденции на озере Гарда. Гюнтер поддерживал архитектора финансово во время его учебных поездок между 1895 и 1898 годами.
В 1896 году по рекомендации Теодора Фишера архитектор начал работу в Лейпцигском городском планировочном бюро под руководством Хуго Лихта и проработал на этой должности до 1901 года. Здесь Шумахер познакомился с Фридрихом Науманом, его идеями реформирования общества и стал членом различных реформаторских групп. Во время Веймарской республики он был близок к Германской демократической партии. Дружеские отношения с Максом Клингером быстро помогли Шумахеру познакомиться с авангардными кругами Лейпцига.
В 1901 году Фриц Шумахер был назначен профессором проектирования интерьера Дрезденского технического университета и занимал эту должность до 1909 года. Испытав влияние эстетической теории Джона Рёскина, Шумахер внёс свой вклад в пересмотр роли архитектора в обществе. В годы работы в Дрездене Шумахер принимал участие в создании Семинара по городскому планированию. В 1916 году, оглядываясь на этот опыт, он описал архитектурное развитие XIX века. По его мнению, «к образованию архитекторов предъявляются новые существенные требования», которые предполагают выполнение задач экономистов и архитектурных директоров. Главной проблемой любого ответственно разработанного плана развития, особенно в крупных городах, является гармоничное сочетание экономических и архитектурных целей.
Помимо своей работы в качестве преподавателя университета, он смог построить несколько частных жилых зданий. Многие из его проектов были созданы в свободное время и по выходным. Он много писал и комментировал различные темы городского планирования и архитектуры. Во время своего пребывания в Гамбурге встречался с современниками, которые с удовольствием спорили и обсуждали его проекты. Для него строительство представляло собой существенный вклад в реформу искусства и, следовательно, жизни в целом.
Шумахер вместе с Германом Мутезиусом и Анри ван де Велде был инициатором и соучредителем Немецкого Веркбунда и произнес вступительную речь на учредительном собрании 5 октября 1907 года.
Здание, которое он завершил в 1910 году для первой Коммерческой высшей школы (Handelshochschule, ныне Geschwister-Scholl-House) в Лейпциге, является выдающимся примером его концепции реформаторской архитектуры (Reformarchitektur). Будучи консервативным представителем этого течения, он критически относился к дальнейшему развитию и критиковал Баухаус, возникший из идеи Веркбунда, за его «строительный фанатизм новой объективности». Тем не менее, в 1920-х годах Шумахер был также одним из представителей движения «Новое строительство» (Neuen Bauens) и пропагандировал умеренную современность, ориентированную на региональные традиции.
В 1908 году в возрасте тридцати девяти лет он принял предложение стать управляющим застройкой города Гамбурга. В число его построек входит Гамбургский музей и Университет изящных искусств. Эти проекты до его выхода на пенсию в 1933 году изменили лицо города согласно эстетике движения «Новой вещественности» с использованием местных строительных материалов. Постройки архитектора всё ещё заметны во многих районах Гамбурга, и зачастую становятся основой для решения текущих вопросов городского планирования.
Шумахер на протяжении всей жизни питал большую любовь к театру. Помимо пьесы «Фантазии в погребе Ауэрбаха», в 1908 году он поставил в Дрездене «Гамлета». В 1908 году он был назначен руководителем строительства зданий в Гамбурге, и приступил к работе 1 сентября 1909 года. Построенные им в это время здания адаптировали местные образцы из истории архитектуры и оказали особое влияние благодаря уместному использованию клинкерного кирпича.
Фриц Шумахер проектировал множество муниципальных зданий, многие из них — в соавторстве со своим бывшим студентом, архитектурным скульптором Рихардом Кёхлем. Будучи советником по градостроительству при бургомистре Конраде Аденауэре, Шумахер курировал городское развитие Кёльна, где снос старых оборонительных укреплений позволил построить «Кёльнский зелёный парк» и каналы Линденталя.
В 1924 году Шумахер принял участие в Большой берлинской художественной выставке с проектами Дрезденского крематория и новых кирпичных зданий. Он тесно сотрудничал со своим коллегой Густавом Эльснером, который с 1924 по 1933 год был городским инспектором по строительству в Альтоне. Их совместные концепции продолжали оказывать влияние и после их увольнения в 1933 году и были продолжены после 1933 года Константином Гутчовым, который ранее уже работал под руководством Шумахера. 15 июля 1937 года Фриц Шумахер был назначен действительным членом Прусской академии искусств Бернгардом Рустом, рейхсминистром науки, образования и культуры Пруссии, по решению Германа Геринга и при участии Альберта Шпеера. Шумахер был членом Имперской палаты литературы. В 1939 году по случаю его 70-летия Адольф Гитлер наградил его медалью Гёте. В 1944 году Шумахер был приглашён Константином Гутчовым на встречу рабочей группы Шпеера по восстановлению городов, пострадавших от бомбардировок, во Вризене, в поместье Арно Брекера.
Фрицу Шумахеру было присвоено звание почётного доктора Технического университета Брауншвейга. Всю жизнь он оставался холостяком. С 1943 года и до своей смерти в гамбургской больнице он жил в Люнебурге с двумя сестрами. Шумахер похоронен на «Мемориальном кладбище Старого Гамбурга», части Ольсдорфского кладбища, рядом с могилой директора Гамбургского Кунстхалле Альфреда Лихтварка.

## Галерея

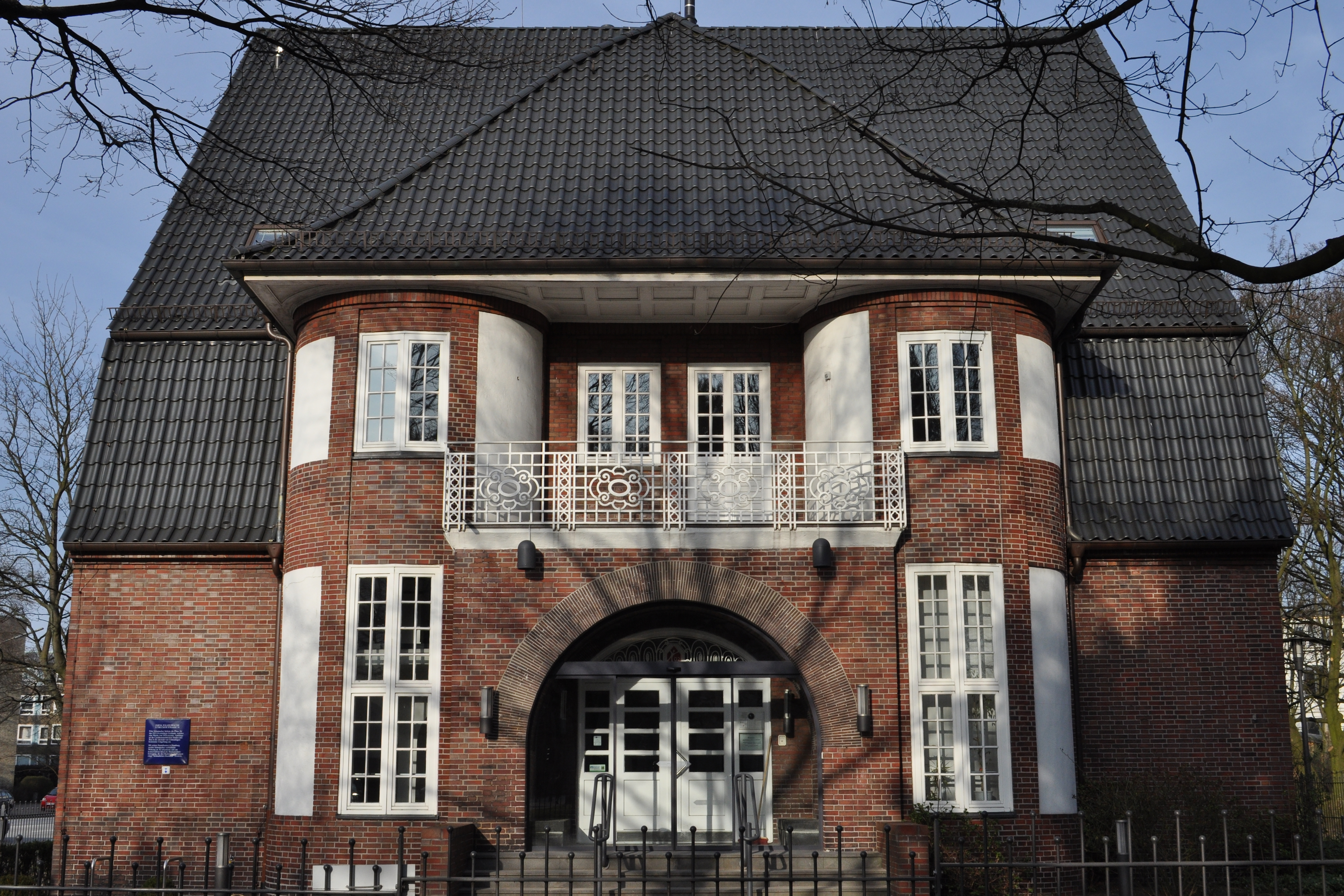
Полицейское отделение. Гамбург
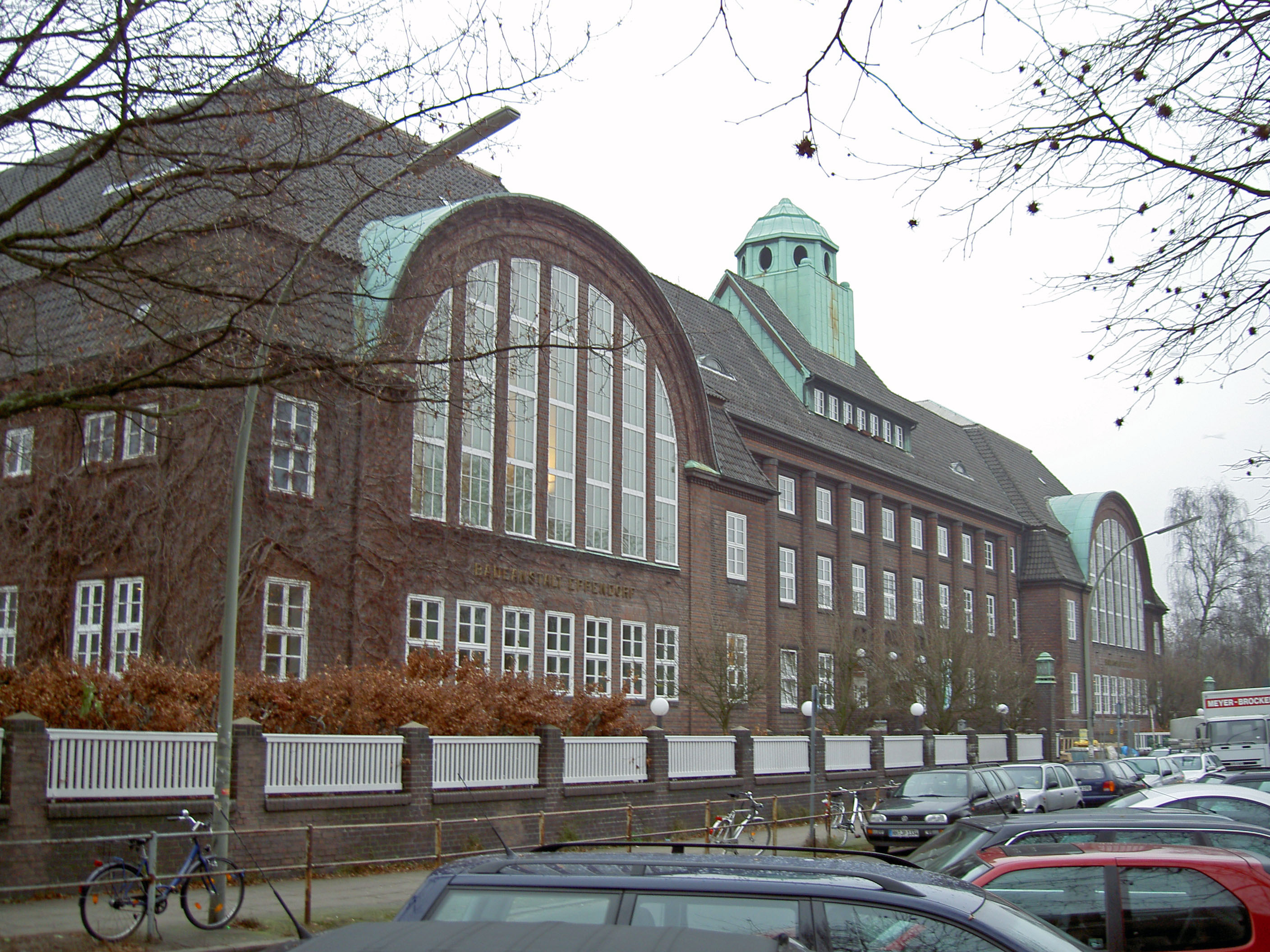
Городские бани в Гамбурге
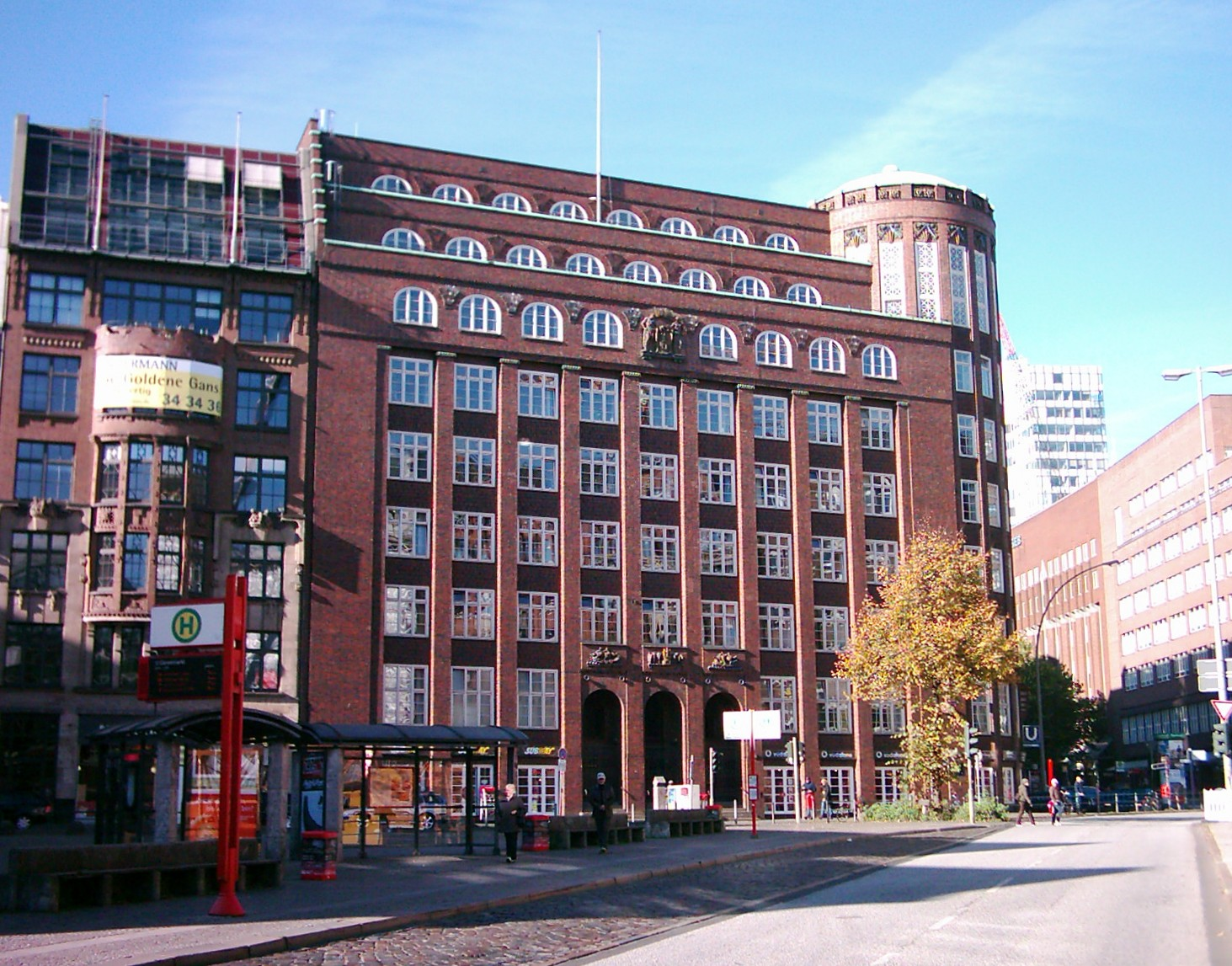
Финансовое агентство. Гамбург
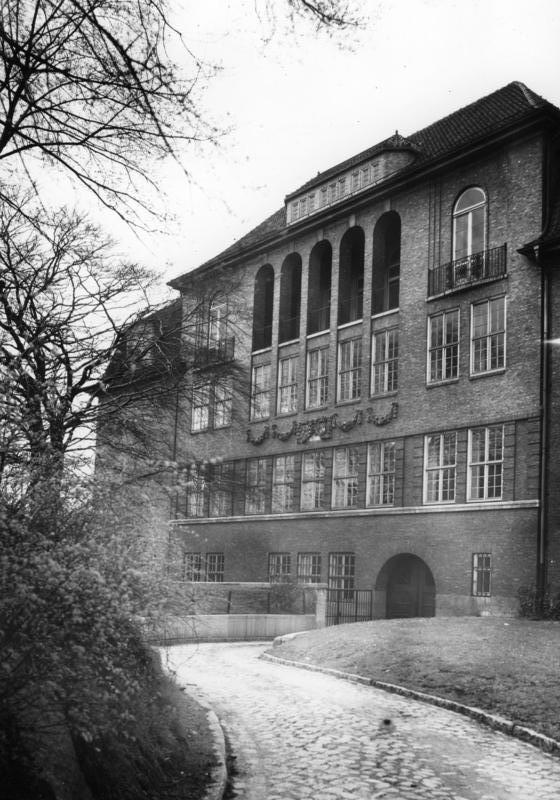
Музей истории Гамбурга
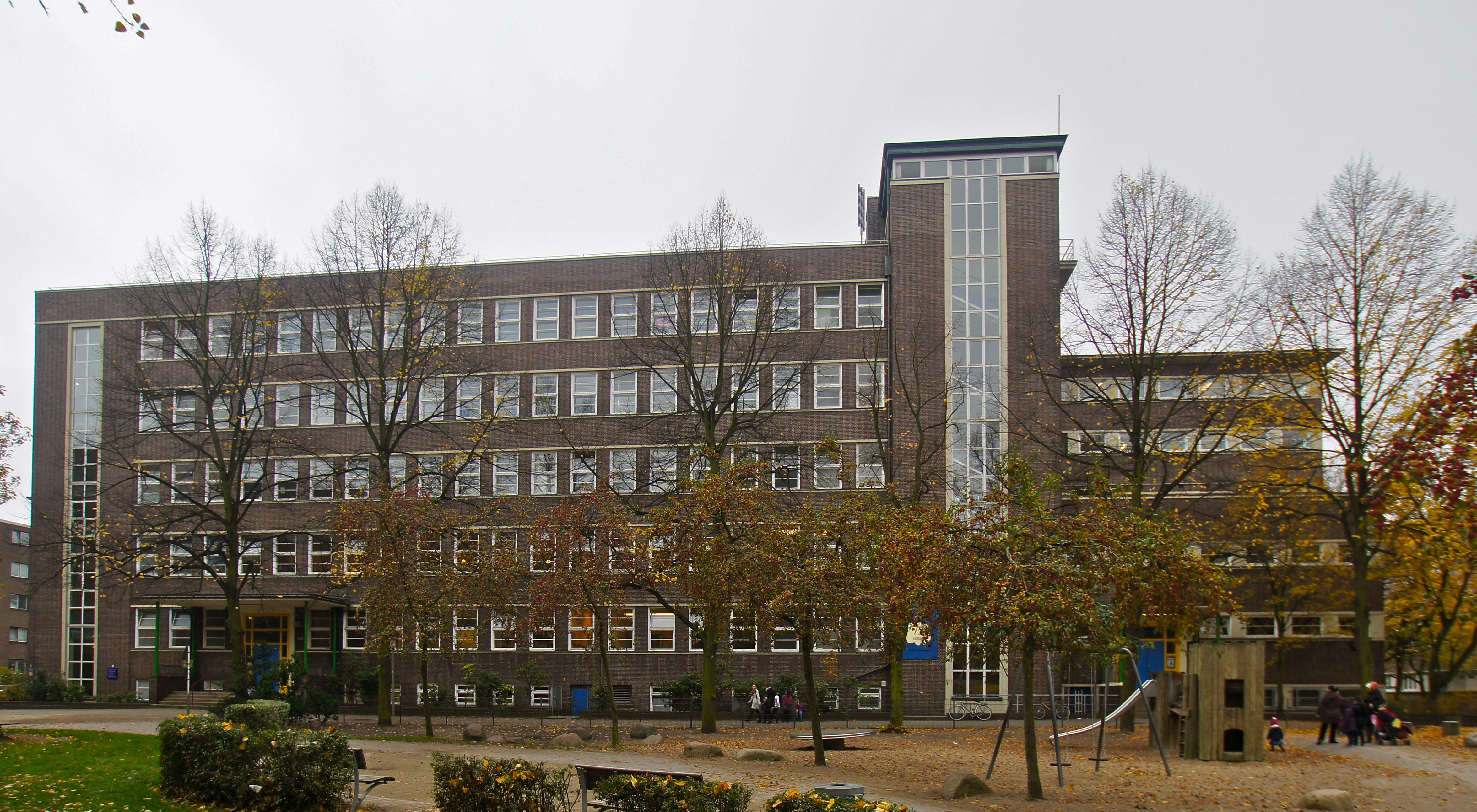
Народная школа Веддель
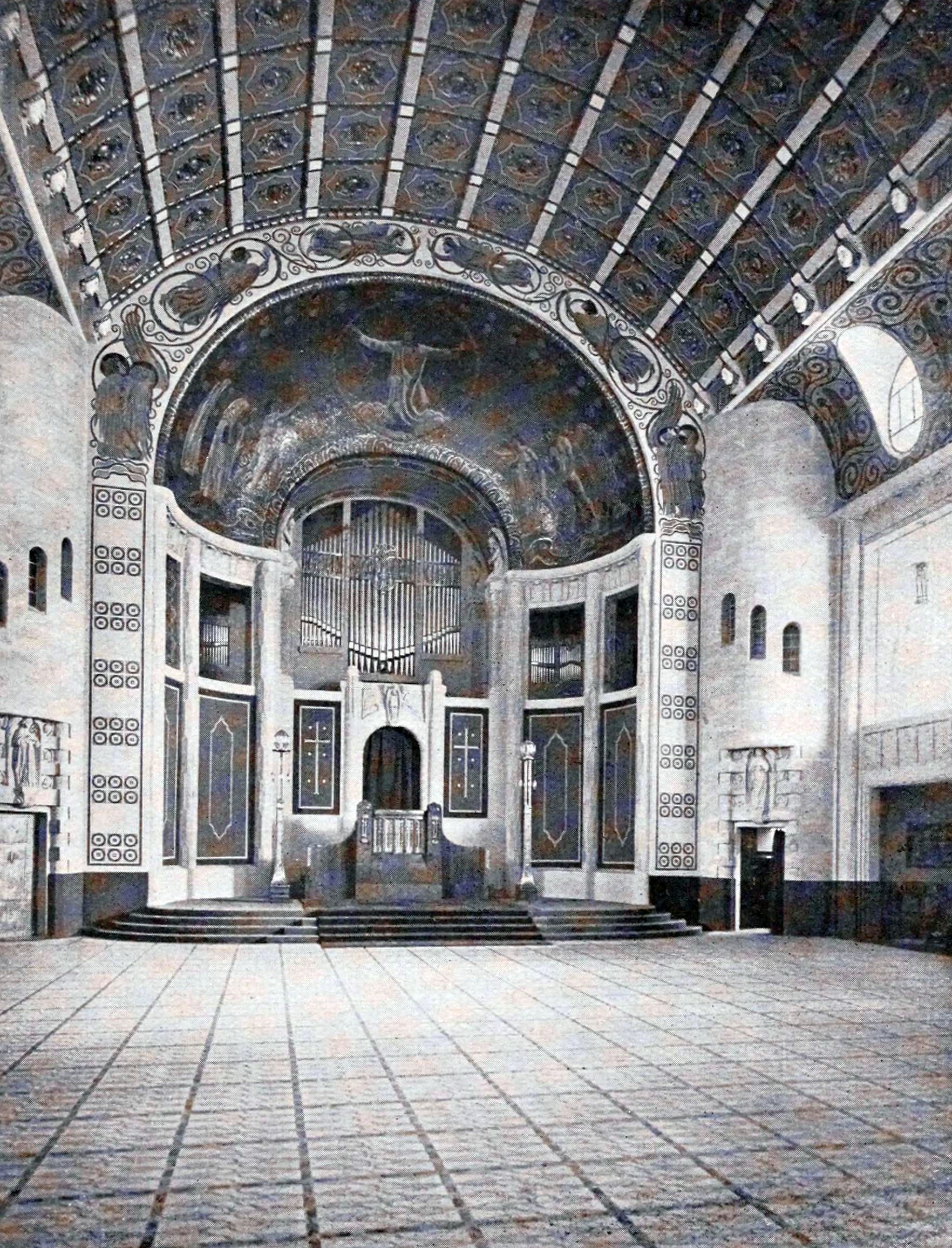
Протестантская церковь. Интерьер. Дрезден
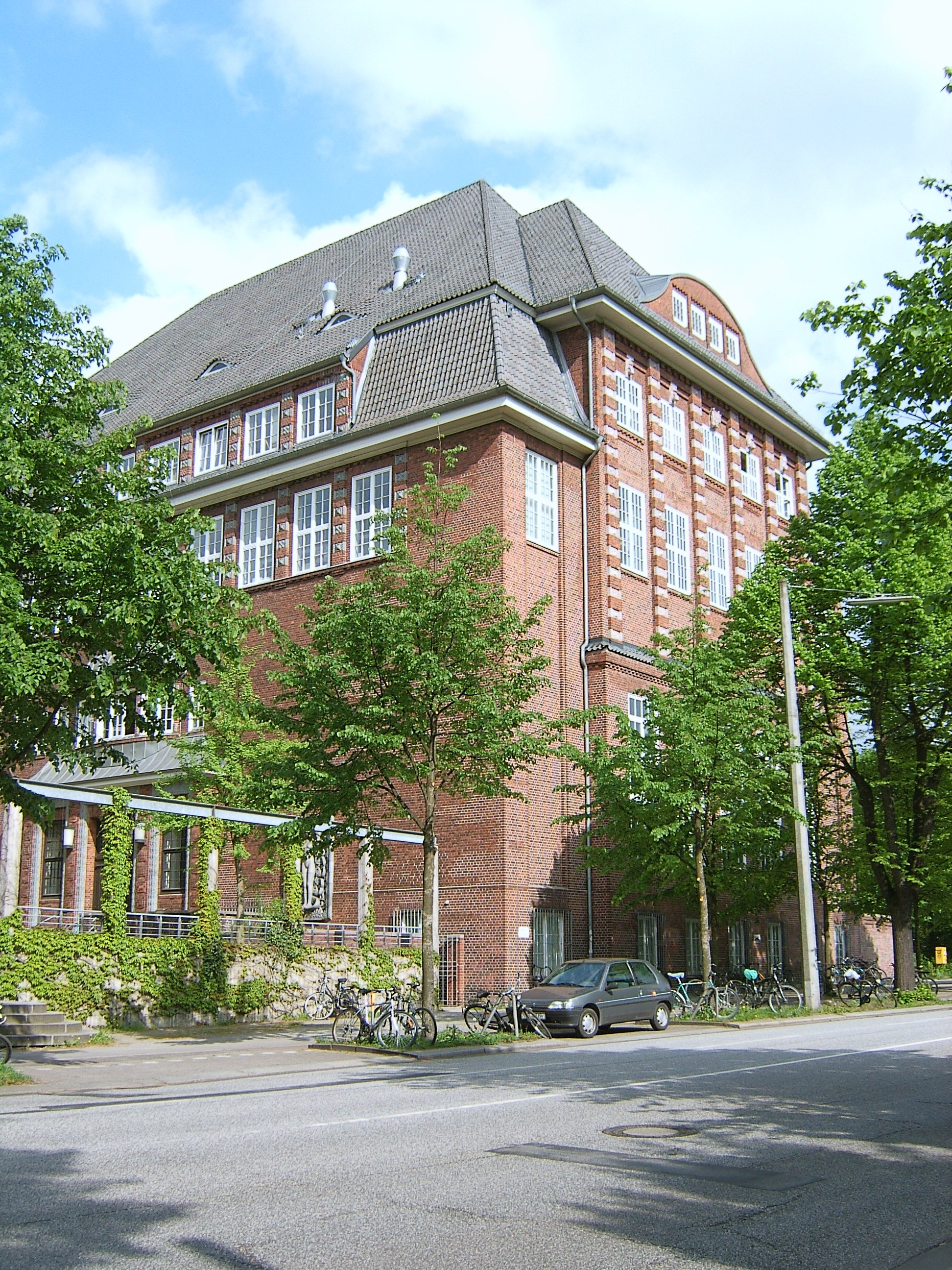
Высшая школа изобразительных искусств. Гамбург
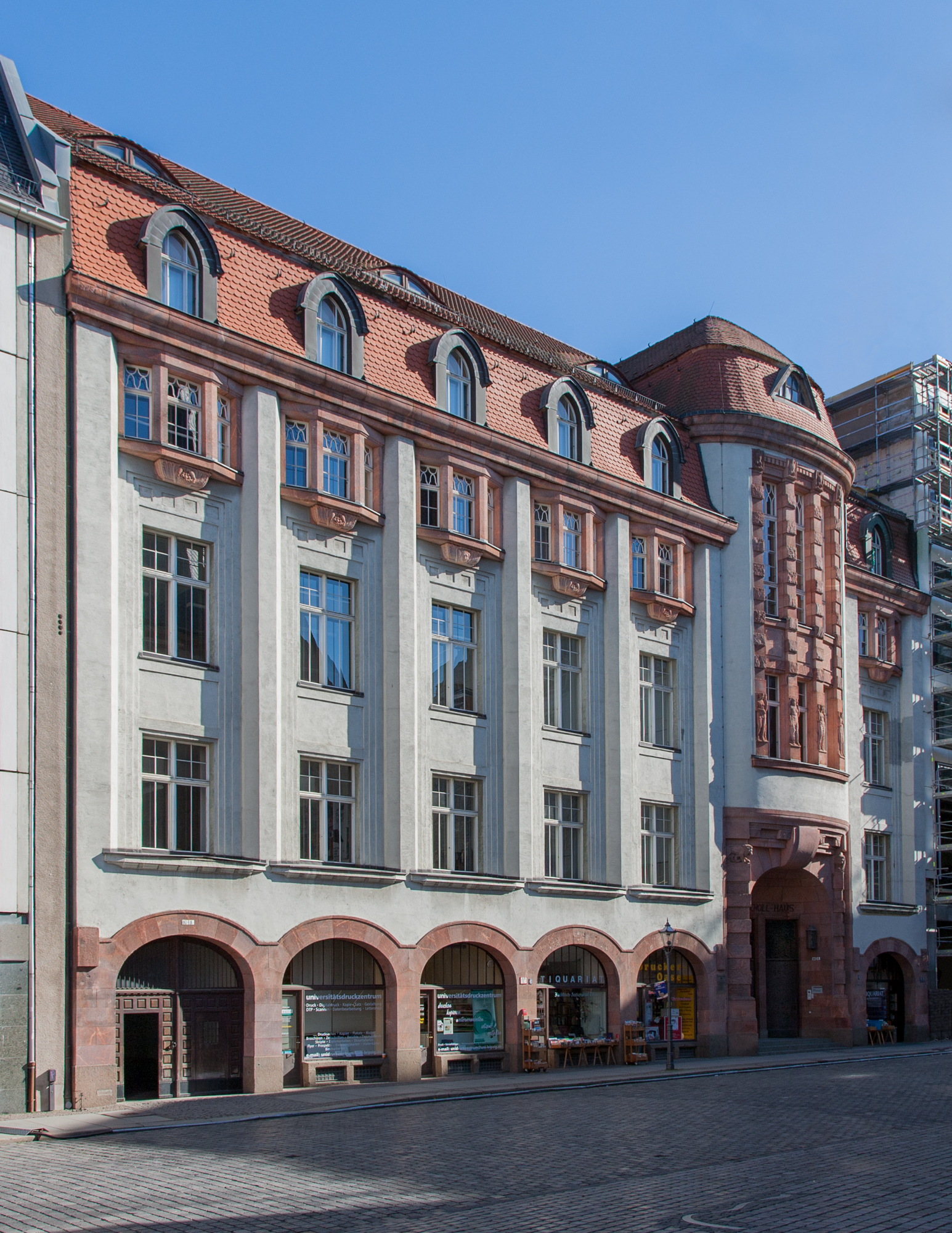
«Дом братьев и сестёр». 1908–1910. Лейпциг
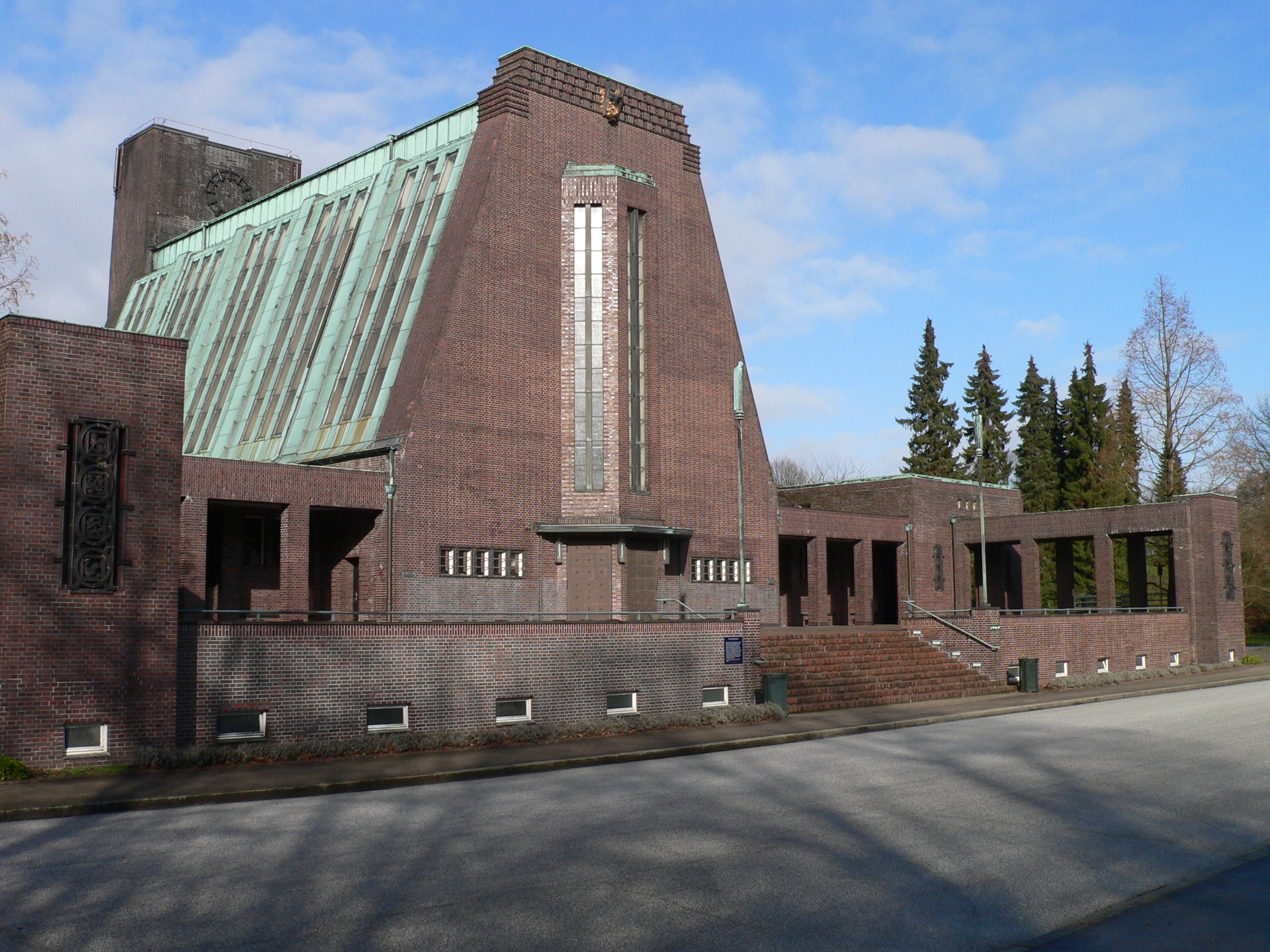
Ольсдорфский крематорий. Гамбург

## Список построек архитектора
- Damenkabine im Dampfer Elbe, 1892
- Renovierung u. Innenausstattung von Schloß Prösel, 1893
- Баварский национальный музей, Мюнхен, 1893
- Umbau eines Hauses am Gardasee, 1893
- Künstlerhaus München 1893
- Umbau eines Palazzo 1894
- Gartenplastikentwürfe für Schloß Kronberg 1894
- Hotelbau 1894-95
- Entwurf einer Kirche 1894
- Wettbewerb Teichmann-Brunnen 1895
- Konzertsaal im Städtischen Kaufhaus 1895
- Grabumlegungen im Neubau der Johanniskirche 1895
- Villa Heinrich Siller 1896-97
- Лейпцигская ратуша, 1897-99
- Vorschlag zur Erhaltung der Matthäikirche Leipzig 1897
- Medaille 1897
- Entwurf für ein Bismarckdenkmal1897
- Villa Toelle 1897-98
- Villa Erbslöh 1897-98
- Wettbewerb Hochbahnhaltestelle Berlin 1898
- Grabmalentwürfe 1898
- Entwürfe für zwei Standuhren 1898
- «Architektur-Studien» 1898
- Studien zu einem Krematorium 1899
- Studie zu einem Justizpalast um 1899
- Bühnenbild zu Fritz Schumacher,
- Phantasien in Auerbachs Keller" 1899
- Plakat zu Phantasien in Auerbachs Keller" 1899
- Plakat für Champagne-Reitverein, Maskenfest 1900
- Bühnenbild zu Johann Wolfgang von Goethe,
- Palaeophron und Neoterpe" 1900-01
- Entwürfe für Exlibris 1900-01
- Buchausstattungen 1900-01
- Teppichentwürfe 1900-02
- Villa von Halle 1900
- Villa Klug 1900
- Landhaus Iken 1900
- Erweiterung eines Schlosses 1901
- Innenraumausstattung der eigenen Wohnung 1901
- Villa in Konstanz 1901-02
- Villen für Mitglieder de r Familie Weddigen 1902
- Skizze zu einem Brunnendenkmal 1902
- Entwurf zu einem Ludwig-Richter-Denkmal um 1902
- Grabmal um 1902
- Grabmal Langewiesche um 1902
- Grabmal Meissner um 1902
- Entwurf einer freireligiösen Kirche 1903
- Wettbewerb Rathaus Dresden 1903
- Villa Grübler 1903
- Umgestaltung des Hauptsaales der Städte-Ausstellung 1903
- Grabmal Scharff um 1903
- Entwurf eines Krematoriums 1903
- Entwurf zu einem Brunnen 1903
- Entwurf zu einem Goethe-Monumentalbrunnen 1903
- Vorschlag zur Aufstellung eines Bismarck-Denkmals 1903
- Umgestaltung des Hauptsaales der Kunstaussellung 1904
- Wahlurne 1904
- Umgestaltung des Theaterplatzes 1905
- Entwurf eines Damenzimmers 1905
- Innenausstattung der Villa Hirzel 1905
- Haus Bauer 1905
- Umbau des Landsitzes von Heyl 1905
- Zwei Denkmäler 1901-05
- Franzius-Denkmal 1905
- Grabmalentwürfe (ebenso Werke 65, 67, 77, 93) 1903-07
- Standuhr für das Leipziger Rathaus 1906
- Dritte Deutsche Kunstgewerbe-Ausstellung 1906
- Protestantischer Kirchenraum 1906
- Wohnzimmer im Sächsischen Haus1906
- Kindergrabmäler (W 65.3) 1906
- Grabmal 1906
- Ladenpavillon 1906
- Grabmal Louise Gushurst um 1906
- Grabmalentwurf 1906
- Kriegsgedächnismal 1906
- Grabmal Kuoni-Stoppany 1906
- Wettbewerb Stadthaus Bremen 1906
- Grabmal Klinkhardt 1906-07
- Grabmal Mohr 1906-07
- Grabmal Floh 1906-07
- Grabmal Fusbahn 1906-07
- Villa Sombart 1906-08
- Bebauungsplan Kronprinzenstraße 1907
- Grabmalentwurf 1907
- Grabmal Freidrich Assmann Um 1907
- Grabmal Weichardt um 1907
- Hochkreuz auf dem Friedhof Uerdingen um 1907
- Bühnenbild zu Shakespeares Hamlet" 1907-09
- Villa Osthaus 1908
- Wettbewerb für eine Kirche 1908
- Wettbewerb für eine Kirche 1908
- Entwurf des Ausstellungsraumes der Zunft" 1908
- Empfangszimmer 1908
- Gutachten für den Dürerbund 1908
- Speisesaal für die Hessische Landesausstellung 1908
- Handelshochschule Leipzig 1908
- Grabmal Friedrich Otto Schneider 1906-08
- Grabmal Wilhelm Grube um 1908
- Grabmal Franz Zimmermann um 1908
- Grabmal um1908
- Grabmal Helene Thierfelder um 1908
- Grabmal Bernhard Floss um 1908
- Grabmal Hüttel 1908
- Umbau Villa Schumacher 1908-09
- Krematorium Tolkewitz 1908-11
- Innengestaltung Villa Metrowsky 1909
- Grabmal Kluepfel 1906-09
- Grabmal Lauenpusch 1909
- Wettbewerb Heilandskirche 1909
- Bühnenbildentwürfe 1909
- Gasometer Fuhlsbüttel 1909
- Grabmal Böcking 1909
- Grabmal Marie Kunze um 1909
- Grabmal um1909
- Grabmal Ernst von Halle um 1909
- Grabmal Kenzler um 1909
- Grabmal Marcus um 1911
- Innenumgestaltung des St.-Petri Domes 1909-10
- Bebauungsplanung Groß-Borstel 1910-11
- Pfarrhaus und Kirchplatz St. Michaelis 1910-12
- Realgymnasium Hammer Steindamm 1910-13
- Technische Staatslehranstalten 1910-14
- Hilfsschule Birkenau 1911
- Entwurf eines Zollverwaltungsgebäudes 1914
- Entwurf zu einem Brückenpfeiler um 1911
- Polizeiwache Hammer Deich 1911-12
- Volksschule Lutterothstraße 1911-12
- Volksschule Rübenkamp 1911-12
- Volksschule Teutonenweg 1911-12
- Oberschulbehörde 1911-12
- Lehrerinnenseminar 1911-12
- Staatliche Kunstgewerbeschule Hamburg 1911-13
- Institut für Geburtshilfe 1911-14
- Hauptfeuerwache Berliner Tor 1911-15
- Erweiterung des Strafjustizgebäudes 1911-15
- Stadtpark Hamburg 1911-30
- Bebauungsplanung Kleinwohnungssiedlung Finkenwerder 1912
- Bebauungsplanung Farmsen-Berne 1912
- Entwurf für ein Kunstvereinsgebäude an der Außenalster 1912
- Bebauungsplanung Kleinhaussiedlung Farmsen-Berne 1912
- Neugestaltung des Platzes hinter der Kunsthalle 1912
- Grabmalentwürfe 1912
- Grabmal Rosen 1912
- Seglerheim mit Arbeiterspeisehalle um 1914
- Studien zur Reform des Kleinwohnungsbaus um 1912
- Irrenanstalt Friedrichsberg 1912-14
- Schwesternhaus Eppendorfer Krankenhaus 1912-14
- Tropeninstitut Hamburg 1912-14
- Gelehrtenschule Johanneum 1912-14
- Volksschule am Tieloh 1911-13
- Gewerbehaus Hamburg 1912-15
- Hauptrestaurant im Stadtpark 1912-16
- Pathologie Eppendorfer Krankenhaus 1912-16/ 26
- Feuerwache Petroleumhafen 1913
- Entwurf Grundbuchamt Alstertor 1913
- Hindenburgstraßenbrücke 1925
- Polizeiwache am Spielbudenplatz 1913-14
- Hansaschule Bergedorf 1913-14
- Volkslesehalle und Mönckebergbrunnen 1913-14
- Verwaltungsgebäude Dammtorwall 1913-15
- Grabmal Burchard 1913-15
- Alsterkanalisierung 1913-16
- Museum für Hamburgische Geschichte 1913-22[9]
- Museum für Hamburgische Geschichte (Einbau historischer Bauteile) 1913-22
- Museum für Hamburgische Geschichte (Nicht ausgeführter Entwürfe) 1913-22
- Stadthauserweiterung 1914
- Polizeiwache Hoheluft 1914
- Sportzentrum am Wasserturm 1914
- Alsterdammbrücke 1914
- Bebauungsplanung Alsterdorf-Fuhlsbüttel 1914
- Umbau Wohnhaus Fritz Schumacher 1914
- Grabmal Lichtwark 1914
- Finanzdeputation Hamburg 1914 (1926)
- Stiftungsschule am Zeughausmarkt 1914-15
- Realschule Uferstraße 1914-15Leichenhalle Barmbek 1914-15
- Erweiterungsplanung Friedhof Ohlsdorf 1914-15
- Landhaus im Hamburger Stadtpark 1914-15|col2=Trinkhalle mit Sondergarten 1914-15
- Kaskade am Stadtparksee 1914-15
- Stadtparkcafé 1914-16
- Zwei Brücken am Stadtpark-Kanalhafen 1914-16
- Kleinkinderhaus Winterhude 1914-16
- Planschbecken mit Schutzhalle 1914-23
- Entwurf der Volksschule Großmannstraße 1915
- Bebauungsplanung Cuxhaven 1915
- Erweiterung des Hüttengefängnisses 1914
- Studie zu einem Kriegsgedächtnismal um 1915
- Volksschule Burgstraße 1915 (1921)
- Freibad Lattenkamp 1915 (1926)
- Studie zu einem Ehrenhof am Wasserturm 1916
- Studie Eckbebauung Ankelmannstraße 1916
- Schule Klein-Grasbrook 1916
- Kriegsgedächnismal 1916
- Seekriegsgedächtnismale 1916
- Spiel- und Kampfanlage als Kriegsgedächtnisstätte 1916
- Kriegsgedächnisdmal 1916
- Bedürfnisanstalt Paulinenplatz 1917
- Erweiterungsbau der Hamburger Kunsthalle 1917-19
- Bebauungsplanung Horn 1917-26
- Bebauungsplan Kleingartenkolonie Groß-Borstel 1918
- Bebauungsplanung Volksdorf-Wensenbalken 1918
- Grabmal Troplowitz-Mankiewcz 1918
- Bebauungsplan Kleinwohnungssiedlung Dulsberg 1918-19
- Grabmal Mollweide 1919
- Bedürfnisanstalt Stellinger Weg 1919
- Bedürfnisanstalt Alsterdorfer Damm 1919
- Wettbewerb zur Bebaung des Inneren Rayon Köln 1919
- Bühnenbildentwürfe für eine Monumentalbühne — Goethes Iphigenie auf Tauris um 1919
- Lichtwarkschule 1919 (1925)
- Volksschule Ahrensburger Straße 1919-20
- Lyzeum am Lübeckertorfeld 1919-20
- Kaufmännische Fortbildungsschule 1919-20
- Kleinhaussiedlung Langenhorn 1919-21
- Entwurf eines Pfarrhaus für St. Georg 1920
- Luft- und Sonnenbad im Hamburger Stadtpark 1920
- Grabanlage für die Opfer der Revolutionsjahre 1918-20 1920
- Denkmal für Wilhelm Cordes 1920
- Bühnenbild zu Shakespeares Macbeth" 1920
- Studie zur Platzgestaltung am Dammtor um 1920
- Staatswohnungsbauten Dulsberg 1921-23
- Generalsiedlungsplan Köln 1920-23
- Volksschule Ratsmühlendamm 1919
- Wettbewerb Brückenkopf Deutzer Brücke 1922
- Bücherhalle am Museum für Kunst und Gewerbe 1923
- Ehrengrabstätte der Polizei 1923
- Entwurf einer Universitätsbibliothek 1924
- Bedürfnisanstalt am Goldbekplatz 1925
- Bebauungsplan Kleinwohnungssiedlung Veddel 1925
- Anlage des Heinrich-Heine-Denkmals 1925-26
- Heilwigbrücke 1925-26
- Bebauungsplan Hamm-Nord 1925-26
- Polizeiwache Oberalster 1925 −26
- Staatskrankenhaus Cuxhaven 1925-27
- Bedürfnisanstalt im Wehber`schen Park 1926
- Berufsschule Angerstraße 1926-27
- Hilfsschule Bundesstraße 1926-27
- Amtsgericht Bergedorf 1926-27
- Brücke Von-Essen-Straße 1926-27
- Flughallen A und B 1926-27
- Bebauungsplan Jarrestadt 1926-28
- Gefängnis Glasmoor 1926-28
- Projekt Naturhistorisches Museum 1910 u. 1926/ 28
- Bebauungsplanung des Lübeckertorfeldes 1926-29
- Gutachten zum Generalssiedlungsplan Bremen 1926-30
- Bedürfnisanstalt Klein-Borstel 1927
- Polizeiwache Geffkenstraße 1927
- Polizeihaus Springeltwiete 1927
- Eppendorfer Brücke 1927
- Kraftwagenhalle für die Stadtreinigung 1927
- Seeflughalle Travemünde 1927-28
- Friedhofskapelle XIII 1927-28
- Feuerwache Veddel 1927-28
- Krugkoppelbrücke 1927-28
- Fernsichtbrücke 1927-28
- Erweiterung des Untersuchungsgefängnisses 1927-28
- Volksschule Langenfort 1927-29
- Erweiterungsbauten für die Straßenreinigung 1927-29
- Gorch-Fockhalle 1927-29
- Erweiterungsbau Ziviljustizgebäude (Grundbuchhalle)1927-30
- Bellevuebrücke 1928-29
- Bedürfnisanstalt Hoheluft 1928
- Bedürfnisanstalt Steintorplatz 1928
- Bedürfnisanstalt am Klosterstern 1928
- Realschule Alstertal 1928
- Gewerbeschule Uferstraße 1928
- Tierkörper-Verwertungsanstalt um 1928
- Projekt zur Verlegung der Universität Hamburg 1928
- Entwurf für den Umbau der Großen Markthalle 1928
- Polizeiwache Alsterdorfer Straße 1928
- Höhere Realschule und Volksschule Volksdorf 1928-29
- Volksschule Adlerstraße 1928-29
- Volksschule Marienthaler Straße 1928-29
- Volksschule Wiesendamm 1928-29
- Volksschule Wendenstraße 1928-29
- Volksschule Veddel 1928-29
- Heringskühlhaus Grasbrookhafen 1928-29
- Entwurf Flughafengebäude Lübeck-Travemünde 1928-30
- Krematorium Ohlsdorf 1928-29
- Bedürfnisanstalt Billhorner Kanal 1929
- Bedürfnisanstalt und Beratungsstelle 1929
- Bedürfnisanstalt Süderstraße 1929
- Bedürfnisanstalt Osterbekstraße 1929
- Wohlfahrtsstelle II auf St. Pauli 1929
- Lyzeum Cuxhaven 1929
- Volksschule Hamm-Marsch 1929
- Bürogebäude für die Stadtreinigung 1929
- Mannschaftsgebäude für die Stadtreinigung 1929
- Entwurf für die Feuerwache Wandsbek 1929
- Schleidenbrücke 1929
- Studie zum Bebauungsplan Habichtplatz 1916 (29)
- Bebauungsplan Zoologischer Garten um 1929
- Volksschule Langenhorn 1929-30
- Volksschule Schaudinnsweg 1928-29
- Luisenschule Bergedorf 1929-30
- Volksschule Berne 1929-30
- Binderstraße 1929-30
- Volksschule Bauersberg 1929-30
- Polizeiwache Harzlohplatz 1929-30
- Volksschule Bogenstraße 1929-31
- Oberrealsschule für Mädchen Hamm, 1929-31 — Средняя школа для девочек на улице Каспара Вогта в Хамме (Гамбург). В 1987—1989 годах была реконструирована для размещения Школы Гамбургского балета[нем.]. В здании сохранились фрески Аниты Рее (1930).
- Altersheim Groß-Borstel 1929-31
- Volksschule Tiroler Straße 1930
- Bedürfnisanstalt Heubergredder 1930
- Feuerwache Rugenberger Hafen 1930
- Kaischuppen 59 1930
- Wiesendammbrücke 1927-28
- Bedürfnisanstalt und Warteraum Wilhelmsburger Platz 1931
- Polizeiwache Geesthacht 1931
- Volksschule Graudenzer Weg 1931-32
- Bedürfnisanstalt Winterhuder Marktplatz 1933
- Verlegung des Kaiser-Friedrich-Wilhelm-Denkmals 1933
- Bühnenbildentwürfe um 1933
- Grabmal Schumacher 1941
- Volksschule Rungestraße 1931
- Direktorenwohnhaus im Institut für Geburtenhilfe 1926-27
- Heimatkunde-Museum Bergedorf 1919-20
- Wohnhäuser Fuhlsbüttel 1920
- Höhere Mädchenschule Curschmannstraße um 1916
- Bebauungsplanung Wohldorf-Ohlstedt 1911
- Polizeiwache Rabenstraße 1926 (entfällt, vergl. W 332)
- Friedhofskapelle Finkenwerder 1926 −27
- Toranlagen Friedhof Finkenwerder 1927
- Bedürfnisanstalt Ohlsdorfer Friedhof 1927
- Bezirksdepot der Straßenreinigung 1928
- Wohnhaus auf dem Materialplatz Ohlsdorfer Friedhof 1920
- Jugendstrafanstalt Hahnöfersand 1926-29
- Pavillonschule Langenhorn 1919-20
- Erweiterung der Blumenmarkthalle 1926
- Erziehungsheim Wulfsdorf 1927-30
- Polizeiwache Alte Rabenstraße 1926
- Stadtgärtnerei Alsterdorferchaussee 1929
- Hörsaal der Säuglingsabteilung Eppendorfer Krankenhaus 1919
- Säuglingsabteilung Eppendorfer Krankenhaus 1919
- Erweiterungsbau für das Beleuchtungswesen ca. 1927
- Erweiterung des Botanischen Staatsinstituts 1913
- Planetarium im ehemaligen Wasserturm 1927-28
- Entwurf zum Neubau eines Planetariums 1925-27
- Umbau des Karstadt-Verwaltungsgebäudes 1927
- Müllverwertungsanlage Köln 1923
- Anbau Verwaltungsflügel Museum für Völkerkunde 1928
- Anbauten Hafenkrankenhaus 1925
- Erweiterung des Physikalischen Staatslabors 1913
- Pavillons auf dem Hamburger Rathausmarkt 1929-30
- Gestaltung der Deutschen Kriegsausstellung 1916
- Entwurf eines Ernst-Merck-Denkmal um 1916
- Beamtenwohnhäuser Glasmoor 1928
- Achsenmodell — Stadtentwicklungsplanungen für Hamburg um 1919
- Dritte Irrenanstalt Groß-Hansdorf 1915
- Kapelle in Worms ohne Datum
- Erweiterung der Anstalt für schulentlassene Mädchen 1913-14
- Erweiterung des Vorlesungsgebäudes Krankenhaus Eppendorf 1920
- Erweiterung der höheren Staatsschule in Cuxhaven 1929
- Blumenstraßenbrücke 1919
- Skagerrakbrücke 1919